# 33809 Petrescu
33809 Petrescu este o planetă minoră (asteroid), cu un diametru de 3,317 km, din centura de asteroizi. A fost descoperită pe 13 decembrie 1999 la Stația Anderson Mesa de Lowell Observatory Near-Earth-Object Search. 
Obiectul prezintă o orbită caracterizată de o semiaxă mare de 2,3589756 UAi, o excentricitate de 0,2, o înclinație de 4,76357 ° în raport cu ecliptica.